# 時鐘酒店
時鐘酒店是指以小時為單位計費租金的旅館，常見的時鐘酒店類型有汽車旅館、愛情旅館等。用家多為短暫停留，但有些時鐘酒店也很歡迎租客長期租住。

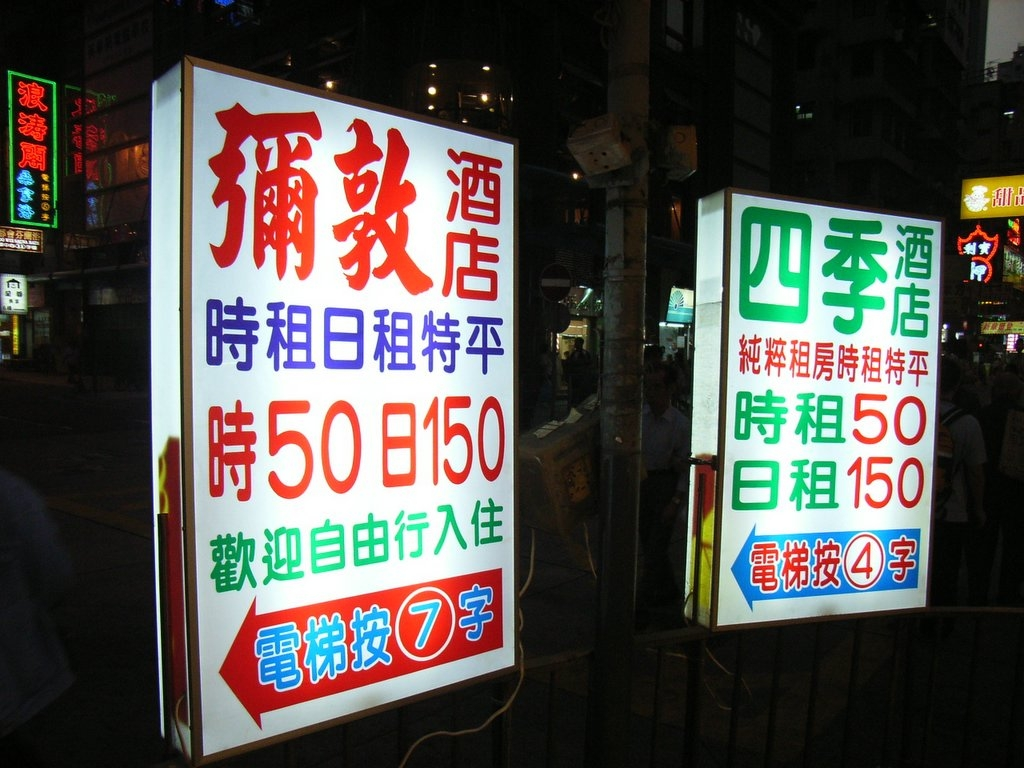
香港砵蘭街時鐘酒店的廣告燈箱

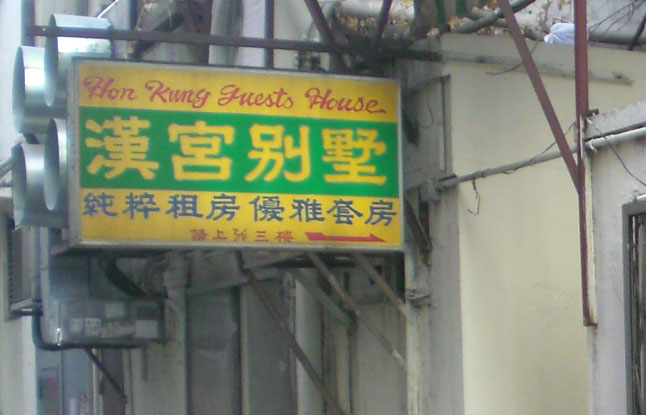
香港街頭的「純粹租房」招牌

在中国大陆，钟点房服务一般由酒店提供，主要满足旅客暂时休息的需要，但也会成为年轻人约会的场所。
在香港，店主通常按香港法例已經持有《香港持牌酒店及賓館》經營牌照，部份表明不提供性服務的會列稱「純粹租房」，只供住宿。
當中以維多利亞時鐘酒店最為悠久，於1986年成立，是香港著名的熱門時鐘酒店之一。